# Ác là phương Đông
Ác là phương Đông (Pica serica) là loài chim ác là được tìm thấy ở phía đông nam Nga và Myanmar đến miền đông Trung Quốc, Đài Loan và phía Bắc bán đảo Đông Dương. Loài này cũng là biểu tượng thường gặp của Hàn Quốc và được công nhận là "loài chim chính thức" của nhiều thành phố và tỉnh ở Hàn Quốc. Loài còn có các tên khác là Ác là Hàn Quốc và Ác là châu Á.

## Phân loại
Một nghiên cứu so sánh 813 dideoxy DNA ty thể bp đã tách Ác là phương Đông ra khỏi loài Ác là. Loài được cách li sinh sản lâu hơn cả Pica nuttalli của Bắc Mỹ. Các phân loài được đề xuất bao gồm P. p. jankowskii và P. p. japonica.

## Mô tả
So với loài Ác là, ác là phương Đông có vẻ lùn và mập hơn, đuôi ngắn hơn và cánh dài hơn. Lưng, đuôi và đặc biệt là lông bay cánh có ánh sắc màu xanh tím mạnh cùng rất ít hoặc không có màu xanh lá cây. Chúng là loài ác là lớn nhất. Chúng có bộ lông ở phao câu chủ yếu màu đen, cùng với một vài vệt dải trắng và thường bị che khuất giống với các mảng trắng trên lưng ở họ hàng của loài này.
Ác là phương Đông có tiếng kêu giống với ác là, dù tiếng kêu của loài này êm ả hơn.

## Trong văn hóa
Ở Hàn Quốc, ác là được xem là "loài chim của niềm may mắn lớn, tinh thần mạnh mẽ và đem đến thịnh vượng cũng như sự phát triển". Tương tự, ở Trung Quốc, ác là cũng được xem là điềm báo may mắn. Điều này được phản ánh trong chữ "ác là" trong tiếng Trung, giản thể: 喜鹊; phồn thể: 喜鵲; bính âm: xǐquè, trong đó chữ cái đầu (喜) có nghĩa là "hạnh phúc, vui vẻ". Đó là loài "chim của niềm vui" chính thức ở triều đại Mãn Châu.